# Triade voor trompet en orgel
Triade is een compositie van Vagn Holmboe. 
Tussen meer traditionele klassieke muziek zoals concerto en strijkkwartet schreef Holmboe hier een werk voor alleen trompet en orgel. Het werk bestaat uit drie delen, waarbij de componist aangaf dat dat niet de reden was het werk triade te noemen. Dit moest meer gezocht worden in het gebruikte muzikale materiaal en de balans tussen de delen. De drie delen:
- Tempo giusto
- Andante
- Allegro

Uit de aanduidingen blijkt dat het de klassieke structuur heeft van snel-langzaam-snel.
Het werk is opgedragen aan Elisabeth Westenholz (organist) en Edward Tarr (trompettist), die laatste toch vooral gespecialiseerd in barokmuziek. Zij gaven de première van dit werk in de Kerk van Holmen te Kopenhagen. Ze namen het werk ook op in september 1979, hetgeen werd vastgelegd en uitgebracht door Bis Records; het is voor zover bekend de enige opname van dit werk.